# TCN-201
TCN-201 je antagonist NMDA receptora.